# Maglia Thaumasia

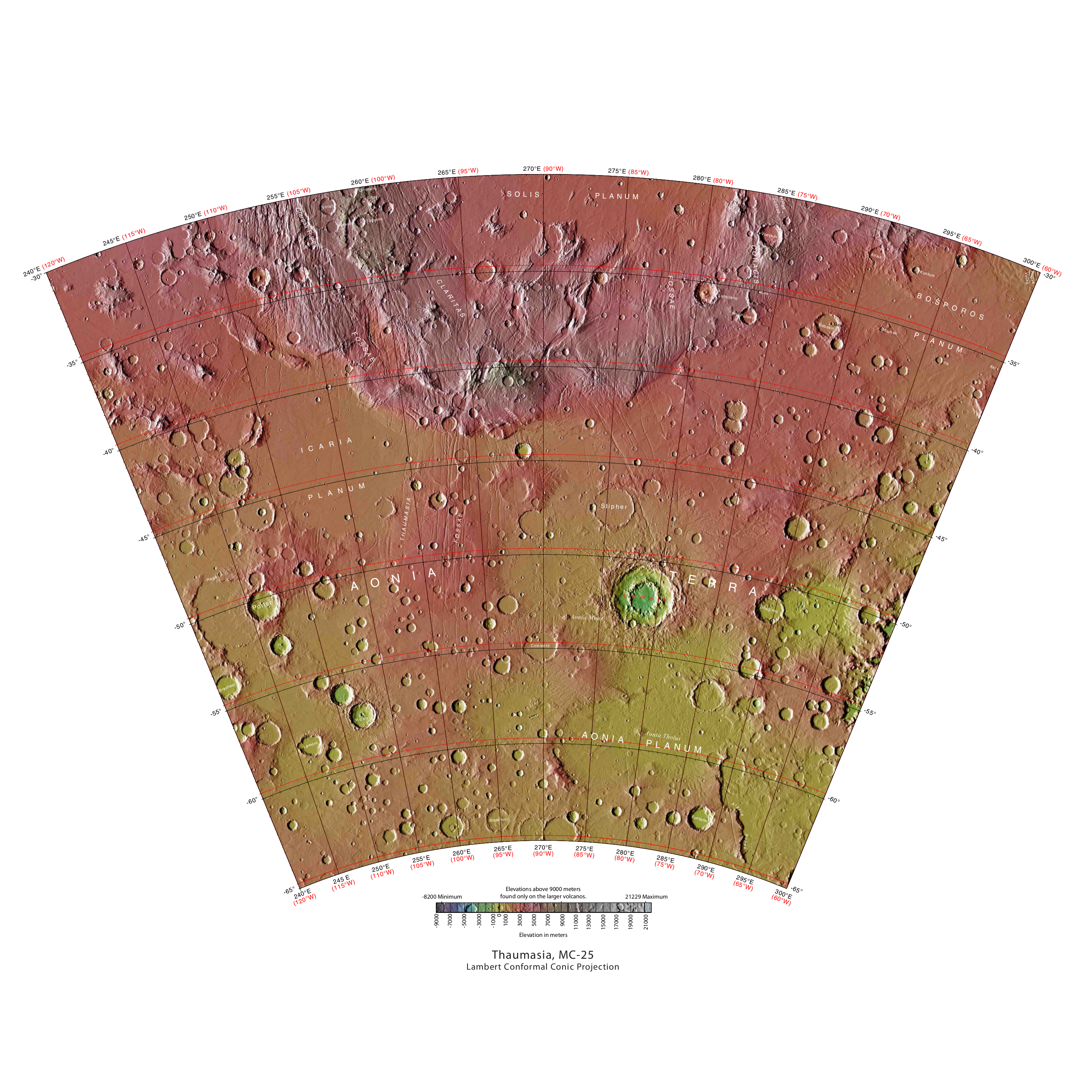
Mappa di MC-25

La Maglia Thaumasia è la regione di Marte che occupa l'area da 60° a 120° di longitudine ovest e da 30° a 65° di latitudine sud ed è classificata col codice MC-25.
Il nome deriva da Thaumas, dio greco delle nuvole e delle apparizioni celesti.

## Elementi geologici
La maglia Thaumasia contiene molte regioni diverse o parti di molte regioni: Solis Planum, Icaria Planum, Aonia Terra, Aonia Planum, Bosporus Planum e Thaumasia Planum.